# Tom Sawyer kalandjai (film, 1998)
A Tom Sawyer kalandjai (eredeti cím: The Animated Adventures of Tom Sawyer) 1998-ban megjelent amerikai rajzfilm, amely Mark Twain azonos című regénye alapján készült. Az animációs játékfilm rendezője és producere William R. Kowalchuk. A videofilm az Artisan Entertainment, a BLT Productions, a Colorland Animation Productions és a Tundra Productions gyártásában készült, az Artisan Entertainment forgalmazásában jelent meg. Műfaja zenés film.
Amerikában 1998. július 21-én VHS-en, Magyarországon 2009. április 3-án DVD-n kiadták.

## Szereplők
| Szereplő         | Eredeti hang      | Magyar hang     |
| ---------------- | ----------------- | --------------- |
| Tom Sawyer       | Ross Malinger     | Dene Tamás      |
| Huckleberry Finn | Ryan Slater       | Ungvári Gergely |
| Becky Thatcher   | Kirsten Dunst     | Kántor Kitty    |
| Thatcher bíró    | Christopher Lloyd | Végh Ferenc     |
| Polly néni       | Jane Mortifee     | Illyés Mari     |
| Jim              | Blu Mankuma       | Bolla Róbert    |
| Sid              | Matthew Sinclair  | Horák Balázs    |
| Tetovált Joe     | Garry Chalk       | Varga Tamás     |
| Muff Potter      | Jay Brazeau       | Csuha Lajos     |
| Pap              | Jim Byrnes        | Fehér Péter     |
| Mr. Dobbins      | Wally Marsh       | Pethes Csaba    |
| Polgármester     | Richard Newman    | Pethes Csaba    |
| Özvegy Douglas   | Norma Macmillan   | Némedi Mari     |
| Ügyvéd           | Rick Mischel      | Szűcs Sándor    |
| Női szellem      | N/A               | Grúber Zita     |
| Narrátor         | N/A               | Kapácsy Miklós  |

Énekhangok: Dányi Krisztián, Kelemen Angelika, Szekeres András, Szekeres Péter